# Glenwood Plantation
Glenwood Plantation ist eine Plantation im Aroostook County des Bundesstaates Maine in den Vereinigten Staaten. Im Jahr 2020 lebten dort 5 Einwohner auf einer Fläche von 102,4 km². Es werden 44 Haushalte ausgewiesen, hierbei handelt es sich überwiegend um Ferienwohnungen. Aufgrund seiner geringen Bevölkerungszahl besitzt Glenwood keine eigene Gemeindeverwaltung; diese erfolgt vom nahen Houlton aus.

## Geographie
Nach dem United States Census Bureau hat Glenwood Plantation eine Gesamtfläche von 102,4 km², davon 98,8 km² Land und 3,6 km² Gewässer.

### Geographische Lage
Glenwood Plantation liegt östlich des Wytopitlock Lake im südlichen Teil des Aroostook Countys. Der Orcutt Brook mündet im Wytopitlock Lake, nachdem er zuvor einen weiteren größeren See durchflossen hat. Die Oberfläche ist eben und es gibt keine nennenswerten Erhebungen.

### Nachbargemeinden
Alle Entfernungen sind als Luftlinien zwischen den offiziellen Koordinaten der Orte aus der Volkszählung 2010 angegeben.
- Osten: Haynesville, 12,2 km
- Südosten: Bancroft, 15,6 km
- Süden: Reed Plantation, 5,1 km

Im Norden und im Westen des Gebietes sind mehrere unbewohnte und unverwaltete Parzellen gelegen, die keinen offiziellen Charakter haben und Teil eines eigenen Gebietes, South Aroostook mit Houlton als Verwaltungssitz, sind.

### Klima
Die mittlere Durchschnittstemperatur in Glenwood Plantation liegt zwischen −11,7 °C (11° Fahrenheit) im Januar und 18,3 °C (65° Fahrenheit) im Juli. Damit ist der Ort gegenüber dem langjährigen Mittel der USA um etwa 10 Grad kühler. Die Schneefälle zwischen Oktober und Mai liegen mit über fünfeinhalb Metern knapp doppelt so hoch wie die mittlere Schneehöhe in den USA, die tägliche Sonnenscheindauer liegt am unteren Rand des Wertespektrums der USA.

## Geschichte
Glenwood Plantation wurde 1863 als Wahlbezirk eingerichtet. Am 14. Februar 1867 wurde es als Town gegründet, verlor diesen Status aber bereits 1868 und wurde am 15. März 1877 als Plantation verwaltungsmäßig bestätigt. 1888 hatte Glenwood 198 Einwohner. Seither ging die Bevölkerungszahl kontinuierlich zurück.

### Einwohnerentwicklung
| Volkszählungsergebnisse - Plantation of Glenwood, Maine | Volkszählungsergebnisse - Plantation of Glenwood, Maine | Volkszählungsergebnisse - Plantation of Glenwood, Maine | Volkszählungsergebnisse - Plantation of Glenwood, Maine | Volkszählungsergebnisse - Plantation of Glenwood, Maine | Volkszählungsergebnisse - Plantation of Glenwood, Maine | Volkszählungsergebnisse - Plantation of Glenwood, Maine | Volkszählungsergebnisse - Plantation of Glenwood, Maine | Volkszählungsergebnisse - Plantation of Glenwood, Maine | Volkszählungsergebnisse - Plantation of Glenwood, Maine | Volkszählungsergebnisse - Plantation of Glenwood, Maine |
| Jahr                                                    | 1800                                                    | 1810                                                    | 1820                                                    | 1830                                                    | 1840                                                    | 1850                                                    | 1860                                                    | 1870                                                    | 1880                                                    | 1890                                                    |
| ------------------------------------------------------- | ------------------------------------------------------- | ------------------------------------------------------- | ------------------------------------------------------- | ------------------------------------------------------- | ------------------------------------------------------- | ------------------------------------------------------- | ------------------------------------------------------- | ------------------------------------------------------- | ------------------------------------------------------- | ------------------------------------------------------- |
| Einwohner                                               |                                                         |                                                         |                                                         |                                                         |                                                         |                                                         |                                                         | 185                                                     | 198                                                     | 183                                                     |
| Jahr                                                    | 1900                                                    | 1910                                                    | 1920                                                    | 1930                                                    | 1940                                                    | 1950                                                    | 1960                                                    | 1970                                                    | 1980                                                    | 1990                                                    |
| Einwohner                                               | 178                                                     | 128                                                     | 87                                                      | 77                                                      | 75                                                      | 53                                                      | 30                                                      | 9                                                       | 7                                                       | 8                                                       |
| Jahr                                                    | 2000                                                    | 2010                                                    | 2020                                                    | 2030                                                    | 2040                                                    | 2050                                                    | 2060                                                    | 2070                                                    | 2080                                                    | 2090                                                    |
| Einwohner                                               | 0                                                       | 3                                                       | 5                                                       |                                                         |                                                         |                                                         |                                                         |                                                         |                                                         |                                                         |

## Wirtschaft und Infrastruktur

### Verkehr
Durch Glenwood führt der U.S. Highway 2A. Von ihr zweigt eine Straße zum Wytopitlock Lake ab. Davon abgesehen gibt es nur wenige weitere Straßen, in Glenwood.

### Öffentliche Einrichtungen
Aufgrund der geringen Einwohnerzahl gibt es in Glenwood Plantation keine eigene Schule. Das Gebäude der ehemaligen Schule wurde noch einige Zeit für die Versammlungen der Plantation genutzt, verfällt jedoch seit 2017 zunehmend.